# 陈洪江
陈洪江（1942年2月—），男，中华人民共和国政治人物，曾任天津市人民政府办公厅主任、秘书长，天津市人大常委会副主任。